# 蛍光光度計
蛍光光度計（けいこうこうどけい）は、分光光度計の一種で、光（励起光）を照射したときに試料から放出される蛍光を測定する装置である。

## 構成

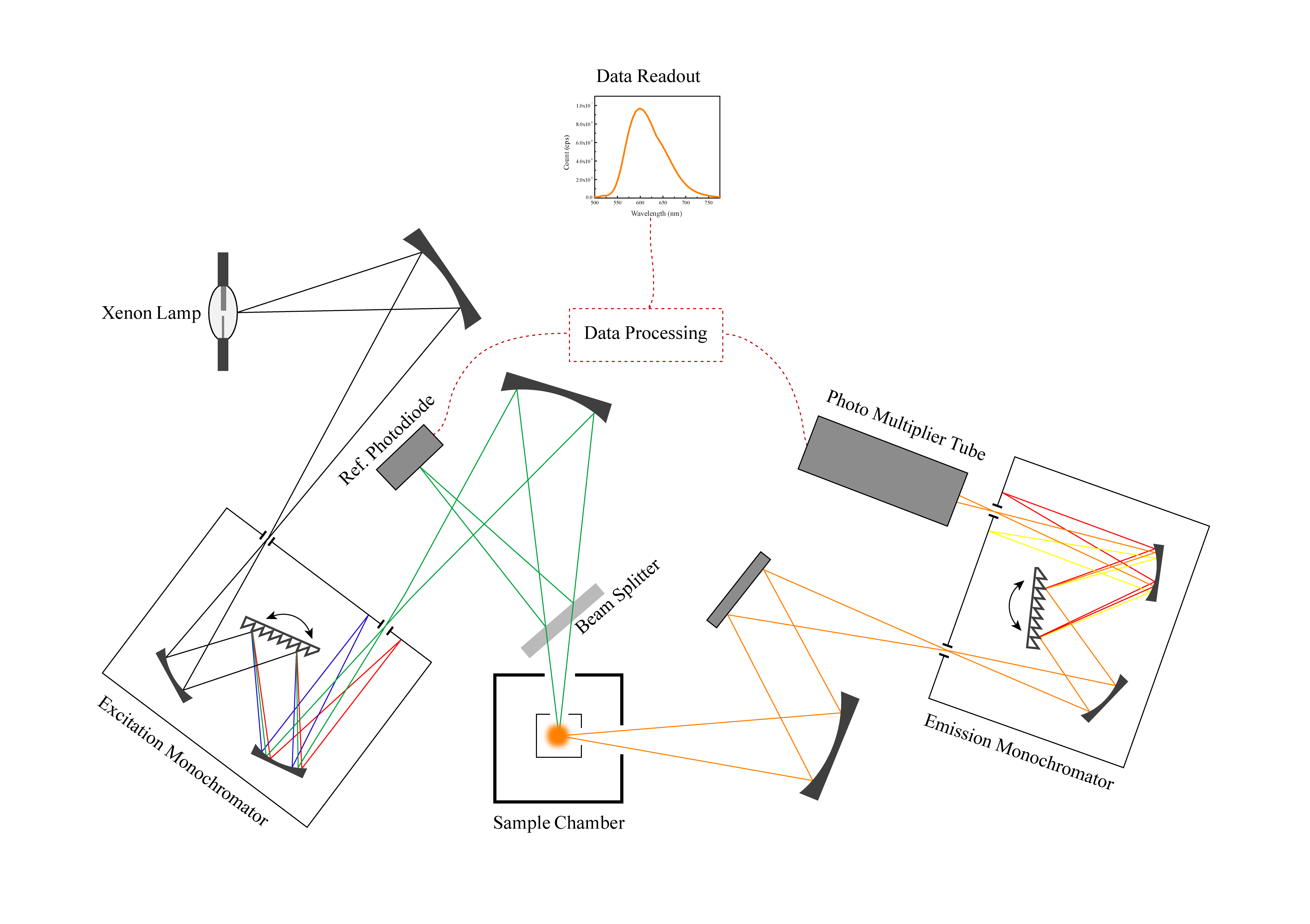
蛍光光度計の概略図

装置の主要な部分は、光源・回折格子・検出器・チョッパーなどによって構成される。

### 光源
試料に照射する励起光の光源には、キセノンランプが一般的に用いられる。水銀ランプ、アルカリハライドランプが用いられることもある。

### 回折格子
回折格子（分光器）は、特定の波長を得たり計測したりするために用いられる。蛍光光度計では、励起光に対するものと蛍光に対するものとの2つの回折格子が用いられる。計測する（蛍光に対する）波長を固定し励起光の波長を走査（スキャン）して得られるスペクトルを励起スペクトル、励起光の波長を固定し蛍光の波長を走査しながら計測して得られるスペクトルを蛍光スペクトルという。

### 検出器
蛍光を測定するための検出器には、光電子増倍管が一般的に用いられる。

### チョッパー
光照射後、チョッパーによって一定時間だけ光を当てない時間を設けた後で測定することにより、燐光を測定することができる。

## 測定の前準備
測定対象がビタミンAやポルフィリンなど、蛍光性物質である場合は直接測定可能であるが、そうでない場合は蛍光ラベル化法などの方法で蛍光性をもたせる必要がある。